# A Nação (Porto Alegre)
O jornal A Nação, de Porto Alegre, foi atuante no século XX, nas décadas de 40 e 50, sendo o continuador da Gazeta Popular (de curta duração) e do semanário católico em idioma alemão Deutsches Volksblatt (publicado inicialmente em São Leopoldo, a partir de 1871, por jesuítas). Em suas diferentes apresentações, chegou a ser o mais antigo do gênero na América do Sul.

## Histórico
Em 1891 o semanário jesuíta Deutsches Volksblatt (gazeta popular alemã) foi transferido da cidade de São Leopoldo para a capital do Estado, Porto Alegre. A Tipografia do Centro seria sua responsável até sua extinção. Junto com o aumento de leitores, passou a estar mais exposto aos rancores de seus opositores. Em 1895, italianos e outros descontentes arrombaram e depredaram as oficinas da Tipografia do Centro, enraivecidos com a postura do jornal. Em campanha contra a maçonaria, o seu diretor Hugo Metzler havia escrito um duro artigo sobre Giuseppe Garibaldi, que era maçom. Após esse fato, o jornal precisou fazer um grande esforço de reerguimento, que efetivamente acabou trazendo resultados, e que mais tarde incluiria ações defensivas, incluindo a sua transformação em A Nação.
Além do Deutsches Volksblatt, em alemão, no início do século a Tipografia do Centro editava outros dois jornais católicos, A Epocha, em português, e o Corriere Cattólico, em italiano, e tinha entre seus sócios a Cúria Metropolitana de Porto Alegre e a família Metzler. Além disso, seria a editora da maior parte dos livros adotados em escolas católicas no Estado do Rio Grande do Sul. O Deutsches Volksblatt chegava a uma tiragem de 6 mil exemplares, tornando-se um diário. Com a proximidade da Primeira Grande Guerra, ele foi proibido de circular em alemão. Em 1917, passaria a se chamar Gazeta Popular, redigido em português e sob responsabilidade de Joseph Koenig, primeiro com quatro páginas, mais tarde oito. Permaneceria sofrendo muita desconfiança e censura policial, além de nova depredação e ameaça de incêndio. Terminada a Primeira Guerra, a Gazeta Popular voltaria a se chamar Deutsches Volksblatt e a ser escrita em alemão, até o fim de sua autonomia, em 1941.
Em 1929 Hugo Metzler faleceu, sendo substituído pelo seu filho Franz Metzler, que iniciaria uma campanha de repúdio ao nacional-socialismo alemão. Como em outras empresas “alemãs”, a saúde financeira estava seriamente comprometida por causa do momento histórico. No final da década de 30, com a emergência da Segunda Grande Guerra, o jornal passaria a se chamar A Nação. Em 1939, Nestor Pereira, como diretor, e o irmão de Franz, Wolfram Metzler, como gerente, assumiriam a Tipografia do Centro e o jornal. Sua tiragem chegaria aos 7.200 exemplares.
As posições de A Nação eram às vezes estranhas (um artigo de novembro de 1940, por exemplo, sugeria a possibilidade de uma reaproximação entre Berlim e o Vaticano, caso as hostilidades nazistas à Igreja Católica acabassem). De fato o jornal propagava uma “boa imprensa”, o que unia integralismo e Igreja no combate ao liberalismo, à maçonaria e ao comunismo. Sua divisa era “Jornal A Nação. O diário que se orienta pelo lema brasilidade – catolicidade.” Apesar disso, em 1942, com a entrada do Brasil na Segunda Guerra, a empresa foi novamente depredada. Wolfram Metzler foi acusado e preso como integralista (e mais tarde inocentado). Pereira foi considerado inocente e prosseguiu o trabalho.
Em março de 1956, outro incêndio, de causas desconhecidas, destruiria as instalações da Tipografia do Centro na rua Dr. Flores. No total do período, que inclui seus três nomes e apresentações, o jornal alcançava os 85 anos. Voltou à circulação dois meses depois, novamente com a ajuda financeira de leitores e anunciantes. A Nação sempre continuou na mesma contagem de tempo de seus predecessores. Assim, por exemplo, as edições de 1957 registravam estar em seu ano 87.
O Deutsches Volksblatt, que após a Segunda Guerra voltou a ser encartado como um suplemento em alemão (até 1956), chegou a ensaiar uma vida autônoma como Neues Deutsches Volksblatt, mas desapareceria junto com o enfraquecimento de A Nação, por volta de 1959. Com as elevações dos custos gráficos dos anos 60, o jornal sofreu muito. Sem dinamismo comercial e sem atratividade publicitária, A Nação foi definitivamente suspensa antes de completar seu centenário, embora em seu último ano garantisse tiragens de até 5000 exemplares.
Muito profissionais passaram pela redação e oficinas de A Nação (ou, antes disso, do Deutsches Volksblatt e da Gazeta Popular). Além dos nomes citados, devem ser lembrados outros profissionais, como Jacob Dillenburg (primeiro redator do Deutsches Volksblatt), Mathias Müsch, Clemens Peter Wallau, Joseph Köning, Rudolf Elmar Metzler (com o pseudônimo Tico-Tico), Hugo Hammes, Herbert Caro, Alberto André, Aldo Obino, Petrônio Corrêa, Oswaldo Goidanich, Oscar Pereira, Josué Guimarães, Ernesto Cruz Valdez, João de Souza Ribeiro, Antonio Onofre da Silveira, Frederico Renato Mota e outros. Muitos ainda estavam em início de carreira, e alguns foram também responsáveis pela edição dos livros da Tipografia do Centro e da Editora A Nação. No centro de Porto Alegre, o edifício de 22 andares e galeria A Nação, projetado pela diretoria da Tipografia do Centro, guarda o seu nome. Infelizmente os diversos incêndios e depredações fizeram desaparecer coleções inteiras dos exemplares publicados.